# Eutreptiidae
Eutreptiida
Ordre
Famille
Les Eutreptiidae sont l’unique famille de flagellés Euglenozoaires de l’ordre des Eutreptiida (classe des Euglenophyceae).

## Étymologie
Le nom de la famille vient du genre type Eutreptia, composé du préfixe latin eu- « vrai, bon », et du grec τρέπω / trépo « tournant, variable ».

## Description
L’espèce type Eutreptia viridis a une longueur d‘environ 60 µm sur une largeur de 13 µm. Elle possède deux flagelles égaux, approximativement de la longueur du corps, naissant dans l'entonnoir membranaire. Sa membrane est finement striée. Elle a des chromatophores discoïdes sans pyrénoïdes.
Selon Pierre Dangeard l’espèce Eutreptia viridis « rappelle dans son organisation Euglena viridis ; elle en diffère par ses deux flagellums et ses chloroleucites discoïdes sans pyrénoïdes. Le noyau est situé dans la partie antérieure de la cellule ou au milieu ; il possède un nucléole. La métabolie rappelle celle de Astasia margaritifera ; les flagellums sont de la longueur du corps ; celui-ci a une forme conique, et son extrémité postérieure se termine par une longue pointe incolore. Les individus perdent facilement leurs flagellums, la cellule s'arrondit et s'entoure d'une membrane ; c'est sous cette forme qu'elle se divise très probablement. La longueur est de 49 µm sur 13 µm de largeur. »

## Liste des genres
Selon IRMNG (26 mai 2025) :
- Euglenosoma H.S. Davis, 1947
- Eutreptia Perty, 1852 genre type
- Eutreptiella A. da Cunha, 1913

## Systématique
Le nom valide de ce taxon est Eutreptiidae Hollande, 1942.
Eutreptiidae a pour synonyme : Eutreptiaceae.